# بولغان (خوفد)
شهرستان بولغان (به زبان مغولی: Булган сум، [Bulgan sum]؛ ᠪᠤᠯᠠᠭᠠᠨ ᠰᠤᠮᠤ، [bulaɣan sumu]) یک شهرستان (سُوم) در مغولستان است که در استان خوفد واقع شده‌است. بولگان ۸٬۱۰۴ کیلومتر مربع مساحت دارد.

## تقسیمات اداری
شهرستان بولغان متشکل از ۶ قصبه (باغ) می‌باشد، شامل:
- آلاغ‌تولغوی (مغولی: Алаг толгой баг، [Alag tolgoj bag]؛ ᠠᠯᠠᠭ ᠲᠣᠯᠤᠭᠠᠢ ᠪᠠᠭ، [alaɣ toluɣai baɣ])
- بایان‌سودال (مغولی: Баянсудал баг، [Bajansudal bag]؛ ᠪᠠᠶᠠᠨ ᠰᠤᠳᠠᠯ ᠪᠠᠭ، [bayan sudal baɣ])
- بایان‌غول (مغولی: Баянгол баг، [Bajangol bag]؛ ᠪᠠᠶᠠᠨ ᠭᠣᠤᠯ ᠪᠠᠭ، [bayan ɣoul baɣ])
- بایتاغ (مغولی: Байтаг баг، [Bajtag bag]؛ ᠪᠠᠶᠢᠲᠠᠭ ᠪᠠᠭ، [bayitaɣ baɣ])
- بورِن‌خایرخان (مغولی: Бүрэн хайрхан баг، [Büren xajrxan bag]؛ ᠪᠦᠷᠢᠨ ᠬᠠᠶᠢᠷᠬᠠᠨ ᠪᠠᠭ، [bürin qayirqan baɣ])
- دالت (مغولی: Далт баг، [Dalt bag]؛ ᠳᠠᠯᠤᠲᠤ ᠪᠠᠭ، [dalutu baɣ])